# Нафталі Блюменталь
Нафталі Блюменталь (івр. נפתלי בלומנטל, 1 березня 1922 — 1 травня 2022) — колишній ізраїльський політик, що був членом Кнесету від політичного блоку Маарах з 1981 до 1984 року.

## Біографія
Народився в Станіславові в Польщі (нині Івано-Франківськ, Україна). У 1934 році Блюменталь здійснив алію і перебрався у Палестину. Був членом молодіжного руху Бней Аківа і приєднався до організації Хагана у віці 16 років. Під час арабсько-ізраїльської війни 1948 року служив командиром бригади Кармелі, а згодом демобілізований у званні капітана.
Працював бухгалтером, у 1951 році отримав роботу у компанії Solel Boneh. У 1958 році став контролером промислової секції Koor Industries, в 1965 році — керівником секції фінансів, а з 1977 по 1982 рік був генеральним директором.
Приєднавшись до партії Мапай у 1950 році, Блюменталь став її скарбником. Після злиття з партією Авода в 1968 році, став членом її центрального комітету, бюро і соціально-економічного комітету. У 1981 році був обраний до Кнесету за списком Маарах (альянс партій Авода та Мапам). Обіймав посаду у фінансовому комітеті, поки не втратив своє місце на виборах 1984 року.
У 1986 році він став контролером «Гістадруту».